# Городоцький парк (Рівненська область)
Городо́цький парк — парк-пам'ятка садово-паркового мистецтва місцевого значення в Україні. Об'єкт природно-заповідного фонду Рівненської області. Розташований у межах Рівненського району Рівненської області, у селі Городок. 
Площа 8 га. Статус надано згідно з рішенням облвиконкому № 213 від 13.10.1993 року. Землекористувач: Городоцький монастир Рівненської єпархії УПЦ. 
Колекція дерев парку становить понад 20 видів дерев та чагарників. Серед них 350-річний дуб, 200-річні ясени та липи, віковічні гіркокаштани, граби та клени, а також молодші екземпляри ялини європейської, клена гостролистого, берези, горіха волоського, туї, кущі бузку та форзиції.

## Галерея

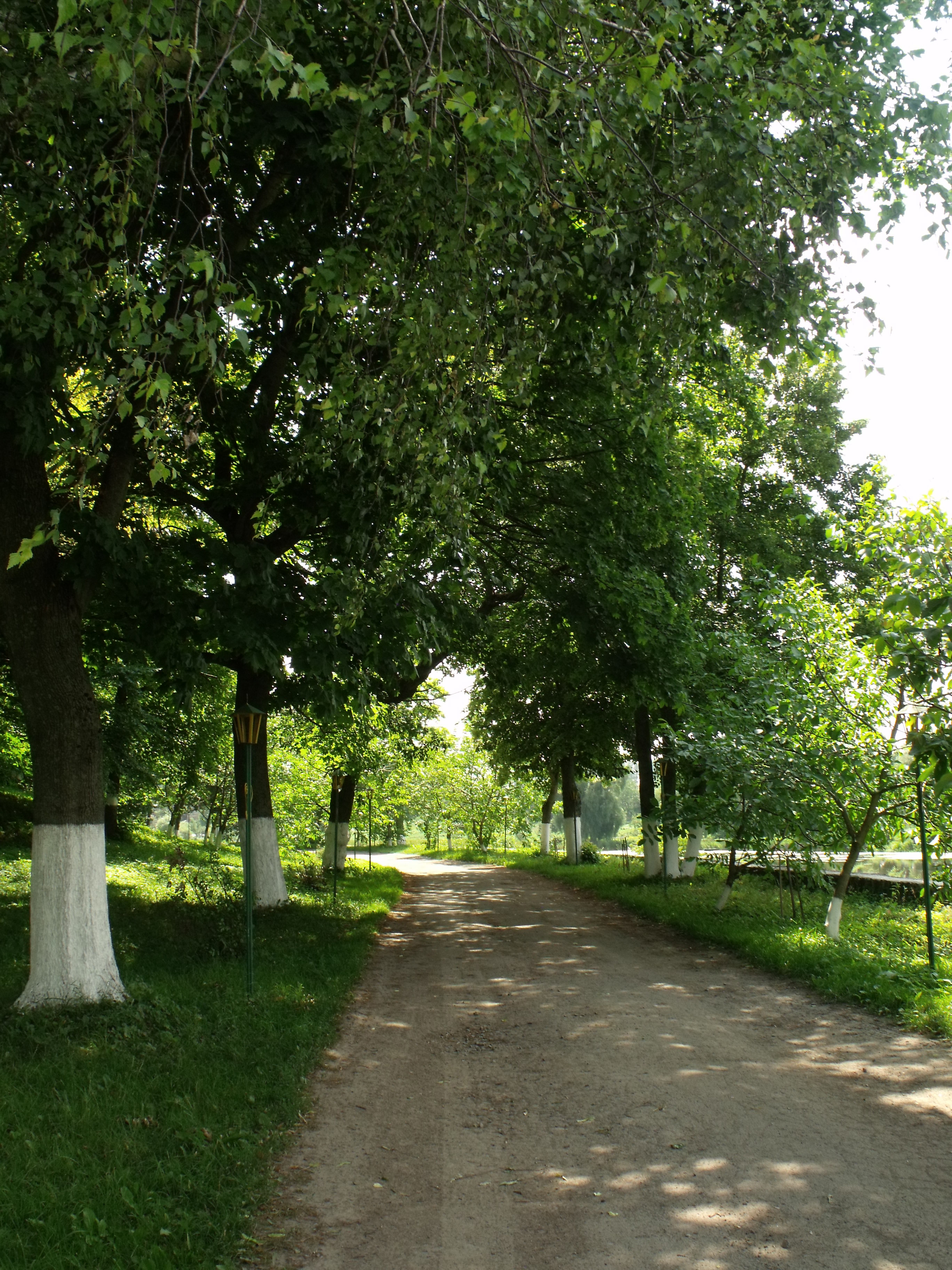
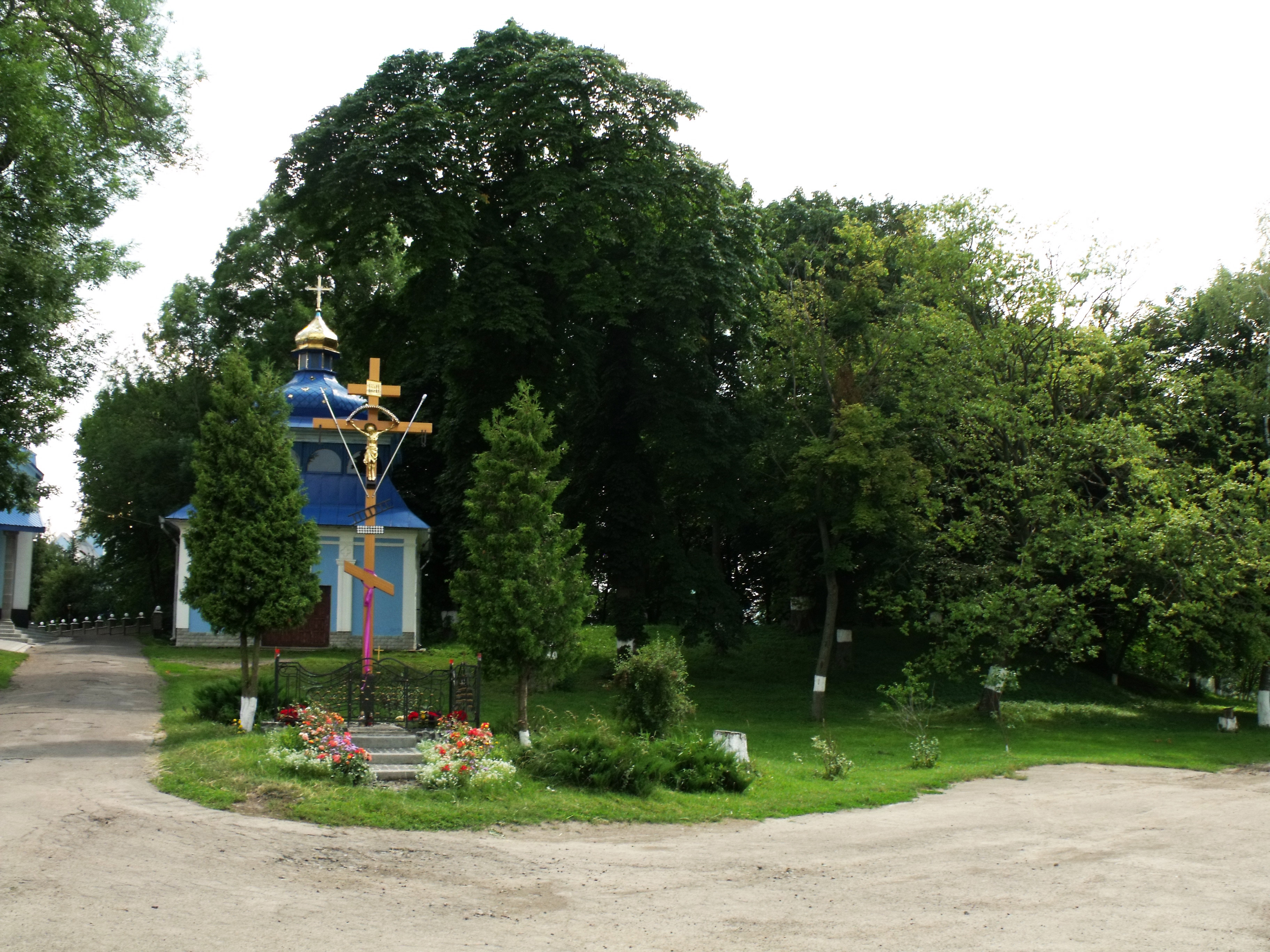
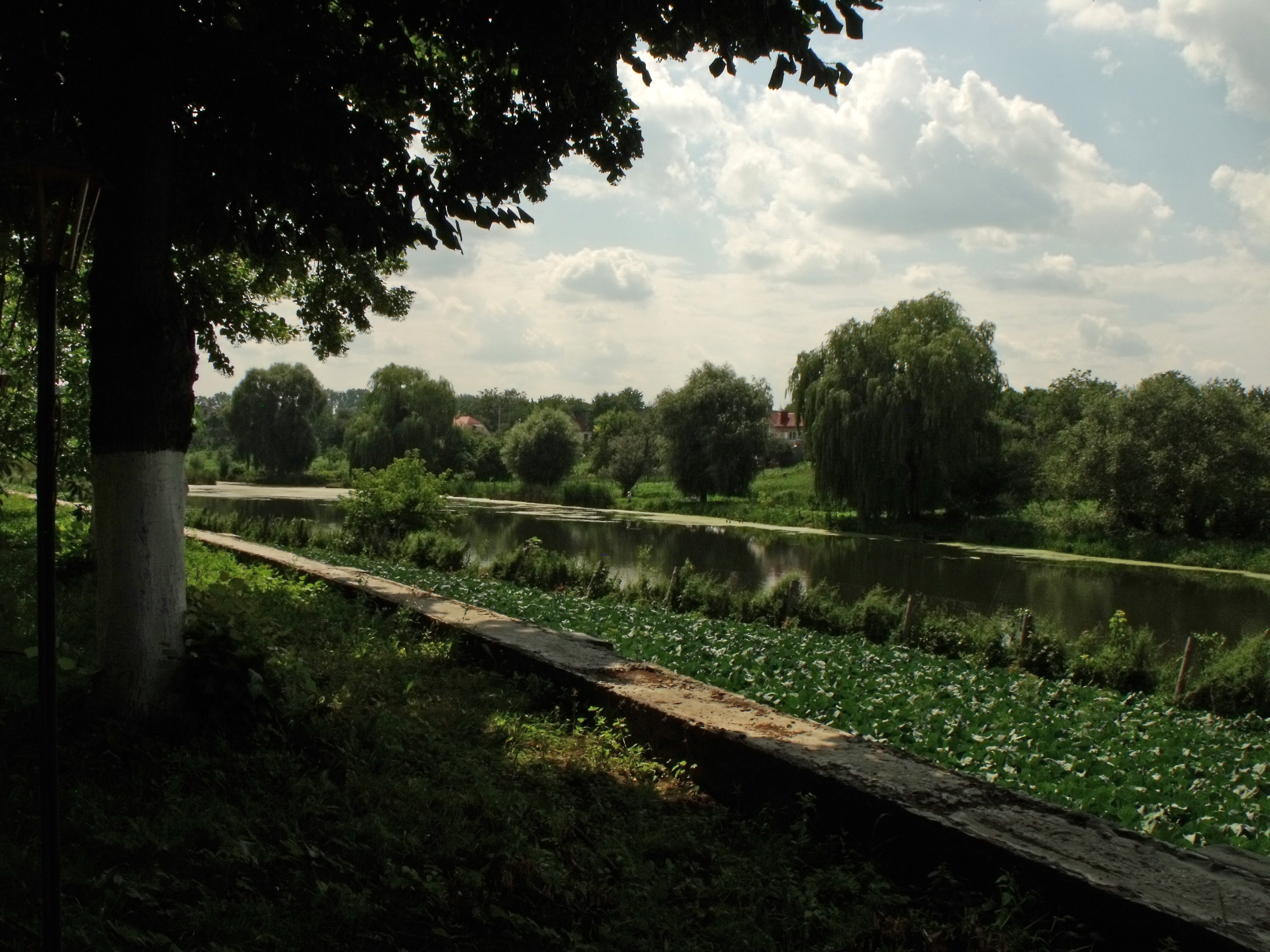
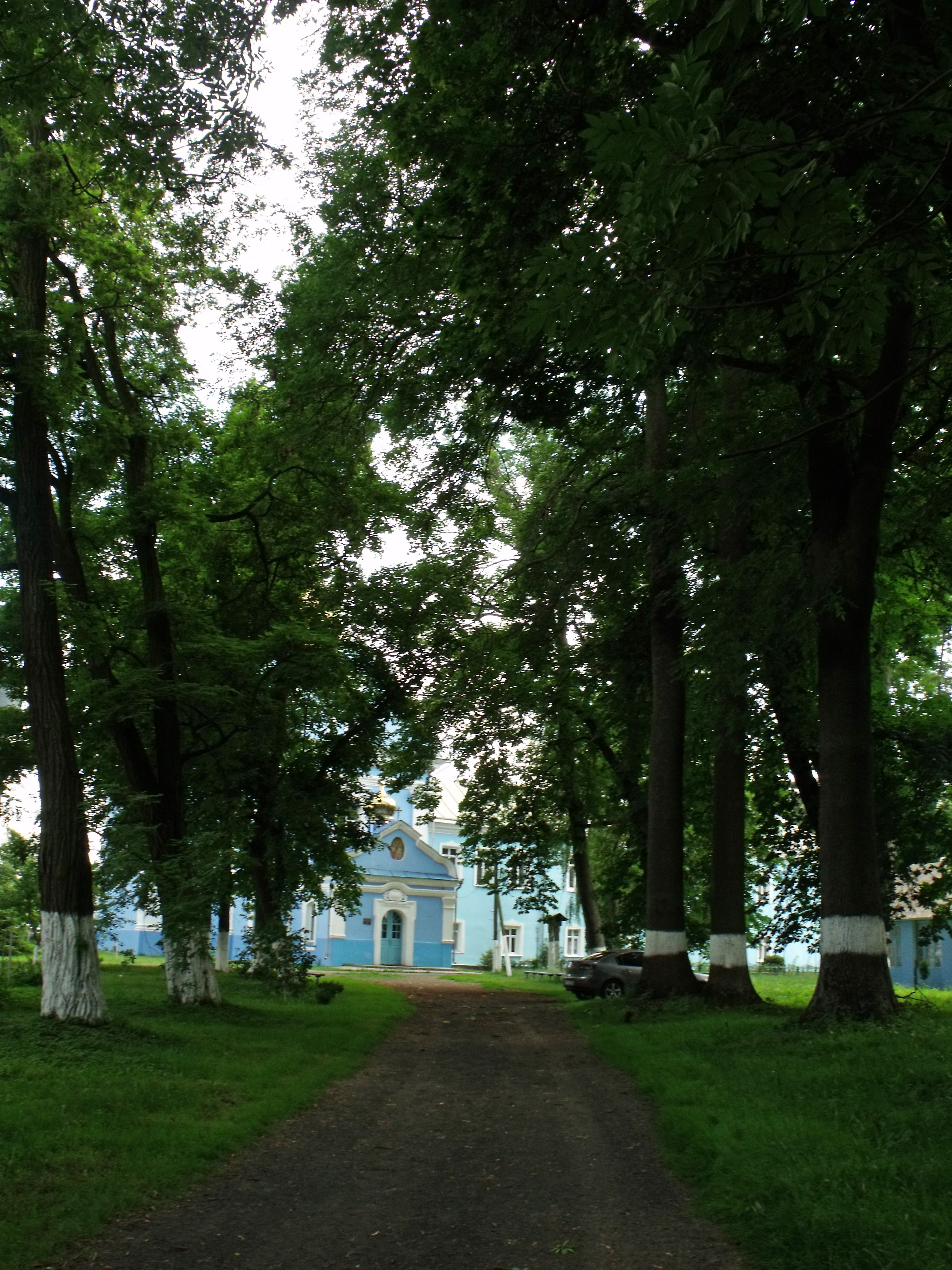